# Mistrzostwa Europy w Podnoszeniu Ciężarów 1913
Mistrzostwa Europy w Podnoszeniu Ciężarów 1913 – 17. edycja mistrzostw Europy w podnoszeniu ciężarów, która odbyła się między 20 a 21 lutego 1913 w Brnie (Austro-Węgry/Królestwo Czech /). Startowali tylko mężczyźni w 4 kategoriach wagowych.

## Medaliści
| Kategoria: | Złoto:             | Wynik    | Srebro:                | Wynik  | Brąz:            | Wynik    |
| 62,5 kg    | / Emil Kliment     | 325 kg   | / Jozef Wecht          | 305 kg | / Hugo Gold      | 296,5 kg |
| 72,5 kg    | / Franz Zuba       | 357,5 kg | / Karl Swoboda II      | 354 kg | / Jiri Bailei    | 347 kg   |
| 82,5 kg    | Ferdinand Skalnik  | 373 kg   | / Josef Buchegger      | 372 kg | / Gustav Stubner | 364 kg   |
| + 82,5 kg  | / Berthold Tandler | 432 kg   | / Leopold Hennermüller | 390 kg | Eugen Preiss     | 387 kg   |

## Klasyfikacja medalowa
| Miejsce | Reprezentacja                    | Złoto | Srebro | Brąz | Razem |
| 1.      | / Austro-Węgry/Cesarstwo Austrii | 3     | 4      | 2    | 9     |
| 2.      | Cesarstwo Niemieckie             | 1     | 0      | 1    | 2     |
| 3.      | / Austro-Węgry/Królestwo Czech   | 0     | 0      | 1    | 1     |